# 佐藤允彦
佐藤 允彦（さとう まさひこ、1941年10月6日 - ）は、ジャズピアニスト、作曲家。東京都両国生まれ。
両国国技館前で電飾看板商を営んでいた父のもとに次男として生まれた。両国生まれだが、目黒、渋谷、西大崎、川崎、赤坂と3年ごとに引っ越した。
目黒区立中目黒小学校、慶應義塾普通部、慶應義塾高等学校を経て、慶應義塾大学経済学部を首席で卒業。
元妻は作家の中山千夏（1971年結婚、1978年離婚）。慶應義塾大学アート・センター訪問所員。2019年12月、文化庁長官表彰。

## 略歴

### ジャズ・ピアニスト
- 1966年から1968年までアメリカ合衆国ボストン市のバークリー音楽院（現バークリー音楽大学）に留学して作曲・編曲を学ぶ。
- 1969年、帰国後初のリーダー・アルバム『パラジウム』でスウィング・ジャーナル誌「日本ジャズ賞」受賞。
- 1970年、ビッグバンドのための作品『四つのジャズコンポジション』で芸術祭優秀賞を受賞。
- 1971年、チャールス・ミンガスのアルバム『Charles Mingus With Orchestra』（Denon / 日本 コロムビア）の録音に参加した。
- 1972年、『邪馬台賦』で芸術祭優秀賞を受賞。
- 1980年、清水靖晃（sax）、高水健司（b）、山木秀夫（ds）、穴井忠臣（per、congas）、等のメンバーと佐藤允彦＆メディカル・シュガー・バンク（MSB）というグループを結成し、2枚のスタジオアルバムをリリース。
- 1983年、アート・ファーマーのアルバム『Maiden Voyage』（Interface）の録音でロン・カーター、ジャック・ディジョネットと共演した。
- 1985年、スティーヴ・ガッド（ds）、エディ・ゴメス（b）とのトリオ編成でレコーディングした『アモーフィズム』を全米リリース。

その他、“セレクト・ライブ・アンダー・ザ・スカイ '90”で誕生した『ランドゥーガ』（スウィング・ジャーナル誌「日本ジャズ賞」受賞）のフランスでのリリースなど。また、前田憲男・羽田健太郎との「トリプルピアノ」としての活動もある。

### 作・編曲家
- 1970年、万国博覧会～地方自治体館の館内音楽。
- 1975年、JVCから発売された『鏡の中の肖像』(サウンド・スペース)の12曲中７曲を作曲、全編曲を担当。
- 1985年、『リチャード・デューセンバーグ三世』の変名で、『BEL AIR（ベルエア）ストリングス・クラッシー・ミュージック』のアルバム3作品をJVCなどから発表した。しかしリチャードの正体が佐藤であったことはあまり知られていない。
- 1987年、『オーケストラと三人のインプロヴァイザーのための「乱紋」』。
- 1988年、『WAVE・とオーケストラのためのコンチェルト』。
- 1990年、国際花と緑の博覧会～JT館の館内音楽。

この他にも、ナンシー・ウィルソン、アート・ファーマー、ヘレン・メリル、中川昌三、伊藤君子、宮本文昭等のレコーディングへの参加や、『火曜サスペンス劇場』、『お荷物小荷物』、『運命峠』などのテレビドラマ、『パンダコパンダ』などのアニメ、映画『女の警察』などの映画、コマーシャルの分野の活動も行っている。

### 総合的活動
- 1993年、日本武道館に千人の僧侶を集めて開催した声明コンサート“千僧音曼荼羅～BUDDHIST MUSIC with 1000 Shomyo Voices”において、作・編曲に加えて音楽監督も担当。
- 1997年、自己のプロデュース・レーベル「BAJ Records」を創設。
- 音楽学校メーザー・ハウスを設立。自身もマスタークラスにて講師を務め、多くのプロミュージシャンを世に送り出している。

## 出演番組
- 允彦・千夏のあなたまかせ（朝日放送ラジオ）

## ディスコグラフィ
リーダー作品
- 『パラジウム』 - Palladium（1969年録音）(EXPRESS) 1969年
- 『ホログラフィ』 - Holography (Nippon Columbia) 1970年（ソロ・ピアノ）
- ジャン・リュック・ポンティと共同名義, 『アストラマ』 - Astrorama（1970年8月録音）(Liberty/Toshiba EMI) 1970年
- 『佐藤允彦 女を奏う：火曜日の女』 - Kayobi No Onna (Toho) 1970年
- Piano Deluxe Album (Polydor) 1970年
- ウォルフガング・ダウナーと共同名義, 『ピアノロジー』 - Pianology (EXPRESS) 1971年
- ピーター・ワーレン、ピエール・ファーヴルと共同名義, Trinity (Enja) 1971年
- Switched On East (DENON) 1971年
- ツトム・ヤマシタと共同名義, 『パーカッションとジャズ・オーケストラのためのコンポジション』 - Metempsychosis (Nippon Columbia) 1971年
- 佐藤允彦 & サウンド・ブレイカーズ，『Amalgamation 恍惚の昭和元禄』 1971年
- アッティラ・ゾラーと共同名義, 『デュオローグ』 - Duologue (Express) 1971年
- 宮間利之とニュー・ハードと共同名義, 『邪馬台賦』 - Yamataifu (Toshiba) 1972年
- アルベルト・マンゲルスドルフ、ピーター・ワーレン、Allen Blairmanと共同名義, 『スポンティニアス』 - Spontaneous (Enja) 1972年
- アッティラ・ゾラーと共同名義, 『会遇』 - A Path Through Haze (MPS) 1972年
- 1864コットン・フィールド・ロックバンドと共同名義, 『さすらいのギター／驚異のモーグ・サウンド』 - Wonderful Moog Sound (Victor) 1972年
- ゲイリー・バートンと共同名義, 『三昧』 - Samādhi (Express) 1972年
- 『パンダコパンダ』 (Starchild) 1972年
- カール・ベルガーと共同名義, 『ウィズ・サイレンス』 - With Silence（1972年6月録音）(Victor/Enja) 1973年
- 宮間利之とニュー・ハードと共同名義, 『スーパースター』 - Superstar (Nippon Columbia) 1973年
- 筒井康隆、市原宏祐と共同名義, 『デマ』 - Rumour (CBS/Sony) 1973年
- 富樫雅彦と共同名義, 『双晶』 - Sohsyoh (Trio) 1973年
- 高橋悠治と共同名義, 『高橋悠治＋佐藤允彦』(Nippon Columbia) 1973年
- 山下洋輔と共同名義, 『ピアノ・デュオ』 - Piano Duo (Nippon Columbia) 1974年
- 宮間利之とニュー・ハードと共同名義, 『ストレイト・アヘッド』 – Straight Ahead（1974年7月26日、8月2日録音）(Nippon Columbia) 1974年
- 『哀しみのベラドンナ』 - Belladonna (Colonna Sonora Originale Del Film) (Cinevox) 1975年（サウンドトラック）
- 『多次元球面』 - Multi-Spheroid: Solo Piano 3（1976年1月録音）(Denon Jazz) 1977年（ソロ・ピアノ）
- 『允』 - Yǔn: Solo Piano 2（1976年3月録音）(Denon Jazz) 1976年（ソロ・ピアノ）
- 『観自在』- Kwan-Ji-Za（1976年4月録音）(Denon Jazz) 1976年（ソロ・ピアノ）
- 中川昌三、豊住芳三郎、 宮間利之とニューハードと共同名義, 『那由陀現成』（1976年6月録音） (Nippon Columbia) 1976年
- 前田憲男、鈴木宏昌と共同名義, 『スーパー・ソロ・ピアノの世界』 – Pianic Pianism（1977年2月録音）(Denon Jazz) 1977年
- 『マグノリアの木』 - Magnolia No Ki（1977年8月録音）(Denon Jazz) 1977年
- 『涙のパヴァーヌ』 - Pavane Lachrymae（1978年4月録音）(Denon) 1978年
- 『アレクサンドル・スクリャービン：法悦の詩』 - Alexander Scriabin（1978年10月～1979年7月録音）(Denon) 1979年
- 『オール・イン・オール・アウト』 - All-In All-Out（1979年3月録音）(Opensky/CBS Sony) 1979年
- メディカル・シュガー・バンクと共同名義, 『佐藤允彦とメディカル・シュガー・バンク』 - MSB（1979年11月～1980年1月録音）(Opensky/CBS Sony) 1980年
- エディ・ゴメスと共同名義, 『シャガール・ブルー』 - Chagall Blue（1980年9月、10月録音）(Opensky/CBS Sony) 1980年
- メディカル・シュガー・バンクと共同名義, 『MSB・ツー』 - MSB Two（1980年11月録音）(Opensky/CBS Sony) 1980年
- Apostrophe（1982年5月録音）(Ninety-One/Nippon Crown)
- Pop Color（1982年11月録音）(Continental/Teichiku)
- Brink（1983年4月、5月録音）(Continental/Teichiku)
- 高瀬アキ、橋本一子、加古隆と共同名義, 『トワイライトモノローグス』 - Twilight Monologues（1984年6月17日録音）(Lunatic) 1984年（銀座「ヤマハホール」におけるライヴ）
- ベルエア・ストリングス名義, 『クラッシー』 - Classy（1985年録音）(JVC/Victor) 1985年
- 『AS IF』 - As If...（1985年3月録音）(Interface) 1985年
- 『アモーフィズム』 - Amorphism（1985年11月録音）(A Touch/Epic Sony) 1986年
- ベルエア・ストリングス名義, 『エスプレッシーボ 』 - Espressivo（1986年録音）(JVC/Victor) 1986年
- 山本邦山と共同名義, 『絹林踏破』 - Silky Adventure（1986年8月録音）(Broadway/Polydor) 1986年
- 富樫雅彦、ゲイリー・ピーコックと共同名義, 『ウェイヴ』 - WAVE（1986年10月録音）(East Wind/Nippon Phonogram) 1987年
  - 『ウェイヴ II』 - WAVE II（1986年10月録音）(East Wind/Nippon Phonogram) 1988年
  - 『ウェイヴ III』 - WAVE III（1986年10月録音）(East Wind/Nippon Phonogram) 1988年
- エディ・ゴメス、スティーブ・ガットと共同名義, 『 ダブル・エクスポージャー』 - Double Exposure（1988年6月録音）(Epic Sony) 1988年（「六本木ピット・イン」におけるライヴ録音とスタジオ録音）
- ベルエア・ストリングス名義, 『カプリチオーソ』 - Capriccioso（1988年録音）(JVC/Victor) 1989年
- 高田みどりと共同名義, 『ルナ・クルーズ』 - Lunar Cruise（1989年11月録音）(Epic/Sony) 1990年
- 『ランドゥーガ：セレクト・ライヴ・アンダー・ザ・スカイ '90』 - Randooga: Select Live Under the Sky '90（1990年7月録音）(Epic/Sony) 1990年（ウェイン・ショーターと共演）
- 『TON-KLAMI / Prophecy of Nue』（1995年録音）（Chap Chap Records/NoBusiness Records ）